# تونی اینسون
تونی اینسون (انگلیسی: Tony Ineson؛ زادهٔ ۲۳ آوریل ۱۹۵۰) بازیکن هاکی روی چمن اهل نیوزیلند بود.